# Кобыльский сельсовет (Московская область)
Кобыльский сельсовет — упразднённая административно-территориальная единица, существовавшая на территории Рязанской губернии и Московской области до 1954 года.
Кобыльский сельсовет был образован в первые годы советской власти. В конце 1920-х годов он входил в состав Зарайской волости Зарайского уезда Рязанской губернии.
В 1929 году Кобыльский с/с был отнесён к Зарайскому району Коломенского округа Московской области.
17 июля 1939 года к Кобыльскому с/с был присоединён Перепелкинский с/с (селения Перепёлкино, Алтухово и Рябцево) и селение Панкино упразднённого Пыжевского сельсовета.
12 апреля 1952 года селение Панкино было передано из Кобыльского с/с в Зименковский с/с.
14 июня 1954 Кобыльский с/с был упразднён. При этом его территория была передана в Каринский с/с.